# Isabell Hertel

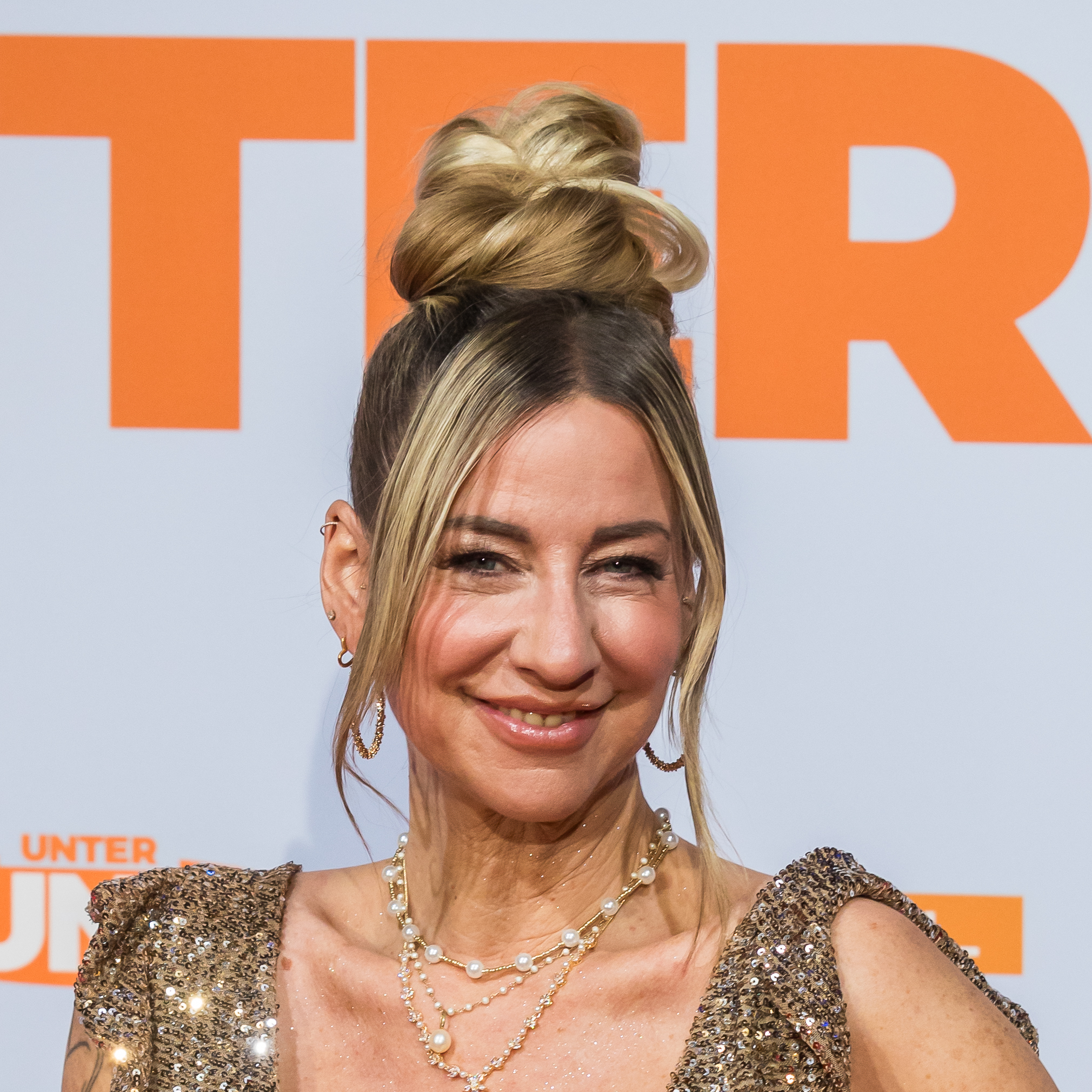
Isabell Hertel, 2024

Isabell Myriam „Bella“ Hertel (* 9. August 1973 in Baden-Baden) ist eine deutsche Schauspielerin, Moderatorin und Sängerin.

## Leben und Karriere
Isabell Hertel absolvierte von 1988 bis 1993 eine klassische Tanzausbildung an der Ballettschule in Baden-Baden. Nebenbei machte sie von 1989 bis 1991 eine Ausbildung zur Skilehrerin und begann anschließend von 1990 bis 1993 ihre Laufbahn im Turniertanz. Nach dem Abitur studierte sie bis 1993 an der Theaterfachschule Köln.
Hertel nimmt seit 1995 Schauspielunterricht und ist seit dem 13. Februar 1995 (Folge 55) in der RTL-Daily Soap Unter uns zu sehen, wo sie die Rolle der Ute Kiefer verkörpert. Außerdem wirkte sie in verschiedenen Filmen und Serien mit, unter anderem in Goldene Zeiten (1981), Stadtklinik (1994), Die Wache (1997) und Alarm für Cobra 11 – Die Autobahnpolizei (2008).
Hertel moderierte auf dem Sender Traumpartner TV einige Sendungen. 2014 war sie Kandidatin bei Promi Shopping Queen. Gemeinsam mit ihrer Schauspielkollegin Anna Lena Class war sie in der Mai-Ausgabe 2016 des deutschen Playboy zu sehen.
Seit 2011 betreibt Hertel mit einer Freundin ein Musikprojekt namens d'bella, in dem sie die Leadsängerin ist. Bereits 1999 wurde auf einem Sampler (Unter uns – Vol. 5: Hits & Memories) der von ihr gesungene Titel Only My Heart veröffentlicht.

## Filmografie (Auswahl)
- 1994: Stadtklinik (Fernsehserie, 1 Folge)
- seit 1995: Unter uns (Fernsehserie)
- 1997: Die Wache (Fernsehserie, 1 Folge)
- 2004: Frech wie Janine (Fernsehserie, 1 Folge)
- 2005: Im Namen des Gesetzes (Fernsehserie, 1 Folge)
- 2008: Alarm für Cobra 11 – Die Autobahnpolizei (Fernsehserie, 1 Folge)
- 2009: Die Anrheiner (Fernsehserie, 1 Folge)